# Бамби (филм)
Вижте пояснителната страница за други значения на Бамби.
Бамби (на английски: Bambi) е американски анимационен драматичен филм от 1942 г., продуциран от Уолт Дисни Прадакшънс и разпространяван от RKO Radio Pictures, базиран на едноименния роман от австрийския писател и ловец Феликс Залтен. Това е петият пълнометражен анимационен филм на Дисни. Филмът е продуциран от Уолт Дисни и режисиран от Дейвид Ханд и екип от режисьори на отделни сцени от филма.
Главните герои са Бамби, белоопашато еленче, неговите родители – Царят Елен на гората и неназованата му майка, неговите приятели Тропчо, заек с розов нос, Цвете (скункс) и неговата приятелка от детството и бъдеща половинка, Фалин. В оригиналната книга Бамби е сръндак, вид, роден в Европа; но Дисни решава да базира героя на черноопашат елен от Ароухед Спрингс, Калифорния. Илюстраторът Морис Джейк Дей убеждава Дисни, че елените имат големи уши и са по-често срещани в Западна Северна Америка; но че белоопашатият елен е по-известен в цяла Америка.
Филмът получава три номинации за Оскар: за най-добър звук, за най-добра песен и за оригинална филмова музика.
През юни 2008 г. Американският филмов институт представя списък със своите „10 Топ 10“ – най-добрите десет филма във всеки от десетте класически американски филмови жанра – след анкета над 1500 души от артистичната общност. Бамби заема трето място в анимацията. През декември 2011 г. Библиотеката на Конгреса избира филма за съхранение в Националния филмов регистър на САЩ, обявявайки го за „културно, исторически и естетически значим“.
Филмът има продължение, Бамби II, издадено директно за домашна употреба на 7 февруари 2006 г.
През януари 2020 г. е обявено, че се разработва игрален римейк.

## Сюжет
В гората на Мейн една сърна ражда мъжко еленче на име Бамби, което един ден ще стане цар на гората, който пази горските създания. Бамби расте много привързан към майка си, с която прекарва по-голямата част от времето си. Еленчето се сприятелява с нетърпелив и енергичен мъжки заек на име Тропчо, който му помага да го научи да ходи и говори, млад мъжки скункс, когото погрешно нарича Цвете, който е толкова поласкан, че запазва името, и женско еленче на име Фелин. Любопитен и любознателен, Бамби често пита за света около себе си и е предупреждаван за опасностите в живота като горско създание от своята любяща майка. Един ден на една поляна Бамби вижда за кратко Царя Елен, но не разбира, че той е негов баща. Докато царят се скита, той вежда ловец, наричан от всички животни Човек, и се втурва към поляната, за да отведе всички на безопасно място. През това време Бамби е отделен за кратко от майка си, но е придружен до нея от царя, докато тримата се връщат обратно в гората точно когато човекът стреля.
По време на първата зима на Бамби, той и Тропчо си играят в снега, докато Цвете спи зимен сън. Един ден майка му го води да намери храна, когато Човекът се появява отново. Докато бягат, майка му е застреляна и убита от ловеца, оставяйки малкото еленче тъжно и само. Съжалявайки изоставения си син, Царят Елен отвежда Бамби у дома, като му разкрива, че той е негов баща. Следващата година Бамби се превръща в млад елен, а приятелите му от детството също навлизат в зряла възраст. Приятелите са предупредени от Бухала, че ще се влюбят, но те гледат на концепцията за романтика с презрение. Тропчо и Цвете скоро срещат красивите си романтични двойници и изоставят предишните си мисли за любовта. Самият Бамби среща Фелин като красива сърна. Тяхното ухажване бързо е прекъснато от войнствен по-възрастен елен на име Роно, който се опитва да отблъсне Фелин от Бамби. Бамби успешно успява да победи Роно в битка и да спечели правата върху привързаността на сърната.
След това Бамби се събужда от миризмата на дим. Той го вижда, че се носи от лагер на ловци. Баща му предупреждава Бамби, че Човекът се е върнал с още ловци. Бамби е отделен от Фелин в суматохата, но я намира притисната в ъгъла от жестоките ловни кучета на Човека, които той успява да отблъсне. Бамби им бяга и е застрелян от Човека, но оцелява. Междувременно в лагера на Човека лагерният им огън внезапно се разпространява в гората, което води до горски пожар, от който жителите на гората бягат от страх. Бамби, баща му, Фелин и горските животни успяват да стигнат до подслон на брега на реката. Следващата пролет Фелин ражда близнаци под зоркия поглед на Бамби като новия цар на гората.

## Актьори
- Дони Дънаган – Бамби[15]
  - Боби Стюарт – Бамби (бебе)
  - Харди Олбрайт – Бамби (юноша)
  - Джон Съдърланд – Бамби (млад)
- Питър Бен – Тропчо
  - Тим Дейвис – Тропчо (юноша)
  - Сам Едуардс – Тропчо (млад)
- Пола Уинслоу – Майката на Бамби и фазан
- Стан Александър – Цвете
  - Тим Дейвис – Цвете (юноша)
  - Стърлинг Холоуей – Цвете (млад)
- Уил Райт – Бухал
- Ками Кинг – Фелин
  - Ан Джилис – Фелин (млада)
- Фред Шийлдс – Царят Елен
- Маргарет Лий – Майка Зайка
- Мери Ленсинг – Леля Ена и Госпожа Опосум
- Пърси Пиърс – Господин Къртица
- Телма Бордман – Женски зайче, Майка Пъдпъдък, Женски фазан

## Продукция

### Развитие
През 1933 г. Сидни Франклин, продуцент и режисьор в Метро-Голдуин-Майер, закупува филмовите права върху романа на Феликс Залтен Бамби, с намерението да го адаптира в игрален филм. След години на експериментиране, той в крайна сметка решава, че би било твърде трудно да се направи такъв филм, и продава правата за филма на Уолт Дисни през април 1937 г. Дисни започва работа по създаването на анимационна адаптация веднага, възнамерявайки тя да бъде вторият пълнометражен анимационен филм на компанията и първият им, базиран на конкретна скорошна творба. Въпреки това, оригиналният роман е написан за възрастна публика и е смятан за твърде „мрачен“ и „мрачен“ за обикновен безгрижен филм на Дисни. Художниците също откриват, че би било предизвикателство да се анимират елените реалистично. Тези трудности водят до спиране на производството, докато студиото работи по няколко други проекта. През 1938 г. Дисни възлага на Пърси Пиърс и Карл Фалбърг да работят по сториборда на филма, но вниманието скоро е отклонено, когато студиото започва работа по Фантазия. На 17 август 1939 г. производството на Бамби започва сериозно, но напредва бавно поради промените в персонала на студиото, местоположението и методологията за обработка на анимацията по това време.

### Писане
Първоначално филмът е замислен да има шест отделни героя на зайчета, подобни на джуджетата в Снежанка. Пърси Пиърс обаче предполага, че вместо това може да има пет зайчета и един заек с различен цвят от останалите, с един зъб. Този герой по-късно става известен като Тропчо.
Първоначално се съдържа кратък кадър със сцената, в която майката на Бамби умира, след като прескача дънер и е простреляна от човек. Лари Мори обаче смята, че сцената е твърде драматична и че е достатъчно емоционална, за да оправдае смъртта ѝ да се случи извън екрана. Уолт Дисни също иска да покаже човека, изгорен до смърт от огъня, който неволно е запалил, но това е отхвърлено, когато е решено човекът изобщо да не се показва. Има и сцена, включваща две есенни листа, разговарящи като стара семейна двойка, преди да се разделят и да паднат на земята, но Дисни установява, че говорещата флора не работи в контекста на филма и вместо това са използвани реалистични листа, падащи на земята. Дисни и неговият сценариен екип също така разработват героите, състоящи се от катерица и бурундук, които трябва да бъдат комично дуо, напомнящо за Лоръл и Харди. Въпреки това, след години на експерименти, Уолт смята, че историята трябва да се съсредоточи върху тримата основни героя: Бамби, Тропчо и Цвете. Катерицата и бурундукът се появяват само за кратко във финалния филм.
Сценарият е завършен през юли 1940 г., като по това време бюджетът на филма нараства до 858 хиляди долара.

### Анимиране
Въпреки че аниматорите са анимирали елени в Снежанка, те са анимирани, по думите на Ерик Ларсън, „като големи чували с брашно“. Дисни иска животните в Бамби да са по-реалистични и изразителни от тези в Снежанка. Той отправя покана към Рико Лебрън, художник на животни, да изнесе лекция на аниматорите за структурата и движенията на животните. Аниматорите посещават зоологическата градина в Лос Анджелис и Дисни създава малка зоологическа градина в студиото с животни: зайци, патици, сови и скунксове и двойка еленчета на име Бамби и Фелин, така че художниците да могат да видят от първа ръка движението на тези животни. Скиците на Лебрън изобразяват реалистични животни, но като герои им липсва индивидуалност. Марк Дейвис създава окончателния дизайн на Бамби, като включва реалистичното изследване на Лебрън върху анатомията на елена, но преувеличава лицето на героя, като прави пропорциите му подобни на бебе (къса муцуна, големи очи и т.н.). Аниматорите научават много за животните по време на продукцията на филма, като използват по-широк спектър от анимационни стилове, които да използват в бъдещи проекти.
Фонът на филма е вдъхновен от източноамериканските гори. Един от най-ранните и най-известни художници за студиото на Дисни, Морис „Джейк“ Дей, прекарва няколко седмици в горите на Върмонт и Мейн, скицирайки и фотографирайки елени, сърни и околните пусти места. Първите му скици обаче бяха твърде „натоварени“, тъй като окото не знае къде да се фокусира. Тайръс Уонг, китайски аниматор, показва на Дей някои от своите импресионистични картини на гора. Дей харесва картините и го назначава за арт режисьор на филма. Фоновете на Уонг са революционни, тъй като имат повече детайли около центъра и по-малко около краищата, като по този начин насочват окото на зрителя към героите.
Поради Втората световна война, започнала в Европа през 1939 г., Пинокио и Фантазия се провалят в боксофиса. Изправени пред финансови затруднения, компанията е принудена да премахне 12 минути от филма преди финалната анимация, за да се спестят производствени разходи.

## Музика
Всички текстове на песните са написани от Лари Мори, а музиката е композирана от Франк Чърчил.
| №  | Заглавие                                 | Изпълнител(и)                      |
| -- | ---------------------------------------- | ---------------------------------- |
| 1. | Love Is a Song                           | Доналд Новис                       |
| 2. | Little April Shower                      | Хор на Дисни Студио                |
| 3. | Let's Sing a Gay Little Spring Song      | Хор на Дисни Студио                |
| 4. | Looking for Romance (I Bring You a Song) | Доналд Новис и хор на Дисни Студио |

## Издаване
Бамби е пуснат по кината през 1942 г., по време на Втората световна война, и е петият пълнометражен анимационен филм на Дисни. Филмът е преизлъчван по кината в Съединените щати през 1947, 1957, 1966, 1975, 1982 и 1988 г. След това е достъпен в Северна Америка на домашно видео през 1989 г. и в Обединеното кралство през 1994 г. През годините са издавани различни издания за домашна употреба – VHS, бетамакс, DVD и Blu-Ray.
На 18 август 2023 г. Бамби е преизлъчен по кината в Обединеното кралство само за една седмица като част от 100-годишнината на Дисни Къмпани.

## Синхронен дублаж

### Ролите озвучиха
| Роля             | Изпълнител        |
| ---------------- | ----------------- |
| Малкият Бамби    | Борислав Божилов  |
| Бамби            | Росен Русев       |
| Малкият Тропчо   | Боян Абаджиев     |
| Тропчо           | Даниел Ангелов    |
| Малкото Цвете    | Момчил Иванов     |
| Цвете            | Пламен Цветанов   |
| Малката Фелин    | Стефани Дойчинова |
| Фелин            | Марина Димитрова  |
| Майката на Бамби | Светлана Смолева  |
| Царят Елен       | Георги Тодоров    |
| Бухал            | Тодор Димитров    |
| Майка Зайка      | Ирина Маринова    |

### Други гласове
| Василка Сугарева   |
| Гергана Обретенова |
| Надя Топалова      |
| Ния Николова       |
| Симона Нанова      |
| Георги Николов     |
| Здравко Димитров   |
| Илиян Любенов      |
| Момчил Иванов      |
| Пламен Чернев      |

### Хор
| Гиргина Гиргинова     |
| Диана Василева        |
| Еделина Кънева        |
| Емилия Иванова        |
| Александър Господинов |
| Владимир Попов        |
| Ненчо Балабанов       |
| Никола Колев          |
| Орлин Павлов          |
| Тодор Георгиев        |

### Песни
| Песен                    | Изпълнител                       |
| ------------------------ | -------------------------------- |
| Песен без край           | Боян Василев Хор                 |
| Пролетен дъжд            | Хор                              |
| Пролетна песен           | Десислава Софранова Хор          |
| До теб аз вървя          | Емилия Иванова Пламен Бейков Хор |
| Песен без край (реприза) | Хор                              |

### Българска версия
| Обработка                       | Александра Аудио (2005)                 |
| ------------------------------- | --------------------------------------- |
| Режисьор на дублажа             | Василка Сугарева                        |
| Преводач                        | Нина Гавазова                           |
| Музикален режисьор              | Десислава Софранова                     |
| Музикален асистент              | Цветомира Михайлова                     |
| Превод на песните               | Десислава Софранова Цветомира Михайлова |
| Тонрежисьори на записа          | Виктор Стоянов Пламен Чернев            |
| Творчески ръководител           | Венета Янкова                           |
| Продуцент на българската версия | Disney Character Voices International   |